# Ganjamama
Ganjamama è un gruppo reggae italiano, nato nel 1999.

## Storia
I Ganjamama nascono nel maggio del 1999 a Milano dall'incontro di sei musicisti riunitisi per omaggiare con un tributo la musica di Bob Marley.
Con il nome “Gangiamamma”  inizia la collaborazione con Valerio Bonalumi e la T.O.D. Management di Milano, specializzata in tribute band, che porta la band in giro per l'Italia nei migliori locali per far rivivere dal vivo il reggae di Marley, seguendo un percorso artistico teso ad evitare la pura imitazione ma “personalizzando” il repertorio.
Alcuni cambiamenti di formazione si riveleranno poi fondamentali per il cambio di direzione della band: il primo cantante David Florio lascia il gruppo e viene sostituito da Vincenzo Monti, il batterista Awo viene sostituito da Christian Baghino e si cambia anche nome: da Gangiamamma a Ganjamama.
Durante il periodo del tributo l'evoluzione è graduale, inizialmente si cambia repertorio omaggiando i più grandi artisti reggae e non solo più Marley, poi la necessità di scrivere e proporre musica originale e passare da cover band a reggae band vera e propria.
Nasce così il Ganjamama studios, la base dove la band inizia a sviluppare le proprie canzoni secondo il proprio stile e nasce il progetto discografico Ganjamama.
Nel 2003 la formazione viene completata da Fabio Forni che aggiunge chitarra ritmica e cori al sound della band.
La collaborazione sempre più stretta con la T.O.D. sfocia nella co-produzione di Fino a Domani,  opera prima alla quale partecipano nomi importanti del reggae italiano come membri di Africa Unite, Reggae National Tickets, Bluebeaters, Casino Royale.
La musica dei Ganjamama riscuote un buon consenso radiofonico, di critica specializzata e dal pubblico, il tour di “Fino a domani”  tocca tutta la penisola con oltre 120 concerti nei più importanti club e manifestazioni tra i quali: Rolling Stone, Alcatraz, Rainbow, Live Club, Buddha Cafè a Milano; Fuori Orario, Fillmore, Babylonia, Hiroshima Mon Amour.
Inoltre il gruppo ha l'opportunità di esibirsi come gruppo spalla per artisti quali Sean Paul, Sud Sound System, Caparezza e Africa Unite.
Partecipano a festival come il Chicobum di Torino e il Vascon Festival di Treviso.
Nell'agosto 2003 i Ganjamama partono per un mini tour di 20 giorni in Brasile nella regione di Bahia a scopo umanitario per supportare l'Associazione Renascer, la quale sostiene i bambini nel paese di Pintadas, vivendo una grande esperienza a contatto con una realtà così distante e difficile che sensibilizza ancora di più la band a favore di iniziative benfiche.
Nel luglio 2004 esce anche il video del singolo “Fino a domani”, in rotazione su RockTV e presentato con un live acustico in diretta su “DataBase”, trasmissione di musica indipendente dell'emittente. Il video verrà poi trasmesso anche da AllMusic e la band partecipa suonando dal vivo alla trasmissione in diretta “Play.it”; alcuni passaggi anche su MTV e la presenza del video sullo speciale sezione reggae del sito MTV.it, nonché soundtrack su RadioDeeJay per una trasmissione in seconda serata.

## È già l'alba
È già l'alba è il secondo lavoro discografico per i Ganjamama che vede la luce nel settembre 2005, anticipato dal singolo omonimo.
Anche per questo disco la preproduzione viene effettuata al Ganjamama Studio di Milano, mentre la produzione vera e propria si sviluppa al “Dub the Demon” studio di Madaski a Luserna (TO).
Il disco viene registrato da Madaski e Mauro Tavella, mixato interamente da Madaski e prodotto da Claudio Ongaro.
In qualità di ospiti partecipano Mr. T-bone, Marco Zaghi e “Jeeba” Gibertini, ma anche nuove collaborazioni come Bunna (voci su La misura in cui), Madaski (voce aggiuntiva su Nessuna resa) e SisterE dei Michelangelo Buonarroti ai cori.
A differenza di Fino a domani, È già l'alba comprende 13 tracce originali e nessuna cover.
L'impronta stilistica del nuovo lavoro rispecchia ancora maggiormente il Ganjamama Style, passando dal roots reggae alla dancehall, fino a sonorità anche r'n'b e rocksteady, dimostrando una crescita compositiva e del sound della band, dove le singole influenze dei musicisti si esprimono e miscelano al meglio.
Il tour del disco tocca tutta la penisola, i passaggi radio rilevanti sono su Lifegate radio, 101 e altre...viene anche prodotto il video di "ormai".

## Progetti paralleli
Il 19 febbraio 2010 esce l'ultimo album del cantante senegalese Sun Sooley, One day inna Babylon prodotto dai fratelli Catinella.

## Formazione
- Vincio - voce
- Mr. Fibrisio - basso
- Gange - tastiere e voce
- Lotus - chitarra
- Fafo - percussioni e voce
- Big - batteria e voce
- Faboulus - chitarra e voce

## Discografia
- 2003: Fino a domani (Alternative Produzioni/Venus)
- 2005: È già l'alba (Alternative Produzioni/Venus)